# Шазере
Шазере (фр. Chaserey) насеље је и општина у североисточној Француској у региону Шампањ-Арден, у департману Об која припада префектури Троа.
По подацима из 2011. године у општини је живело 53 становника, а густина насељености је износила 7,73 становника/km². Општина се простире на површини од 6,86 km². Налази се на средњој надморској висини од 240 метара.

## Демографија
| 1962. | 1968. | 1975. | 1982. | 1990. | 1999. | 2011. |
| ----- | ----- | ----- | ----- | ----- | ----- | ----- |
| 34    | 68    | 65    | 62    | 57    | 48    | 53    |

График промене броја становника у току последњих година